# Sanitheriidae
I saniteriidi (Sanitheriidae) sono una famiglia di mammiferi artiodattili estinti, appartenenti ai suiformi. Vissero tra il Miocene inferiore e il Miocene medio (circa 20 - 14 milioni di anni fa), e i loro resti fossili sono stati ritrovati in Europa, Asia e Africa.

## Descrizione
Questi animali dovevano avere un aspetto generale simile a quello di un piccolo cinghiale o di un pecari. tuttavia, la loro morfologia cranica e dentaria era piuttosto caratteristica. Il basicranio, conosciuto peraltro in modo imperfetto, era molto simile a quello dei suidi, con un'alta articolazione cranio mandibolare, un corto meato udutivo esterno, e un processo paramastoide corto. Il muso e la dentatura, tuttavia, erano molto diversi da quelli di ogni suide conosciuto: alcune caratteristiche richiamavano i pecari o addirittura i ruminanti primitivi. Premolari e molari erano bunoselenodonti (ovvero dotati di creste che univano le cuspidi in strutture a mezzaluna), con una tendenza a complicare i premolari tramite l'aggiunta di cuspidi e creste, con tanto di smalto occlusale grinzoso. Nei molari superiori, le cuspidi buccali erano notevolmente più strette rispetto a quelle linguali, ed era presente un cingulum buccale ornato di piccole sfere. Il muso, inoltre, era ricurvo verso il basso, al di sotto del livello dei denti delle guance. In questo senso, i saniteri erano convergenti con gli artiodattili selenodonti come i ruminanti. Questa somiglianza era data anche dai molari inferiori, che possedevano metastilidi e una Palaeomeryx fold. Il bordo inferiore della mandibola era notevolmente ripiegato verso il basso. L'astragalo, invece, era tipicamente da suide (Pickford, 1984).

## Classificazione
Inizialmente considerati suidi aberranti dalla dentatura bunoselenodonte, questi animali vennero classificati come famiglia a sé stante nel 1984 da Pickford, che mise in luce le notevoli differenze morfologiche tra i due gruppi. Anche se alcuni autori hanno indicato Sanitherium e Diamantohyus come rappresentanti dei Palaeochoeridae (van der Made, 1997), l'opinione prevalente è quella di classificarli come una famiglia a sé stante (Pickford, 2004).

## Paleobiologia
I saniteri si evolvettero in Africa durante il Miocene inferiore, per poi diffondersi in Europa e in Asia durante il Miocene medio (circa 15 - 16 milioni di anni fa). Le ultime forme eurasiatiche provengono dal Miocene medio del Pakistan, mentre quelle africane sono di poco più recenti (14 milioni di anni fa). I saniteri vivevano in pianure alluvionali e acquitrini, ed evidentemente preferivano habitat umidi. Sembra che questi animali fossero più carnivori e più corridori rispetto alla maggior parte dei suiformi (Pickford, 2004). 